# Sant Joan Baptista de Perpinyà
Sant Joan Baptista de Perpinyà és l'església gòtica, actualment catedral i anteriorment parròquia principal de la ciutat de Perpinyà, a la comarca del Rosselló, de la Catalunya del Nord.
És seu episcopal des del 1601, quan s'hi va transferir la seu de la diòcesi d'Elna (substituint com a seu principal la llavors catedral d'Elna) i, des de 1817, seu de la diòcesi de Perpinyà - Elna. Oficialment, totes dues esglésies són concatedrals del bisbat.
Està situada en el barri de Sant Joan, al bell mig de la vila vella de l'actual ciutat de Perpinyà. De fet, ocupa la major part de l'espai on es trobava la cellera originària de la vila de Perpinyà. La façana s'obre davant de la plaça de Léon Gambetta, mentre que marquen el perímetre del conjunt catedralici els carrers d'Edmond Bartissol, del Castellet, del Bastió de Sant Domènec, de l'Almirall Ribell i de la Revolució Francesa. El carrer dels Abeuradors també s'obre davant de la façana principal.

## Història

### De la parròquia a la cocatedral

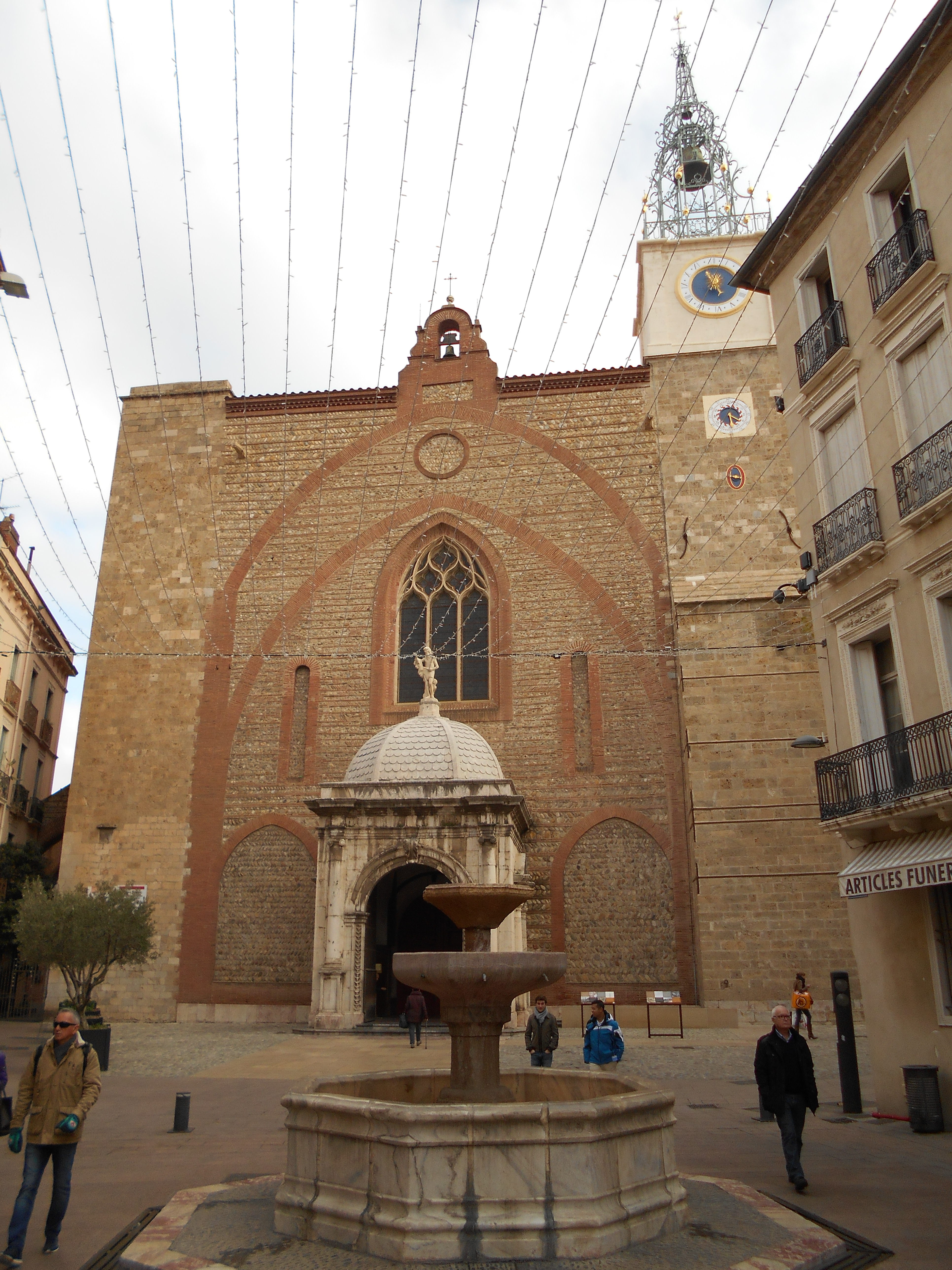
Façana de Sant Joan Baptista de Perpinyà

Tot i que l'església de Sant Joan Baptista de Perpinyà està documentada des del 927, el temple actual es construí entre 1324 i 1509, al costat de l'església anterior dedicada, la de Sant Joan Vell, que data dels segles XII-XIII (consagrada de nou el 1246, cosa que dona fe d'una nova construcció d'aquesta església), conservada al costat nord de la catedral actual. La parròquia de Perpinyà havia estat creada a ran de la seva primera consagració documentada, l'any 1025, mentre que el 1102 el comte Guislabert II de Rosselló la va convertir en seu d'una comunitat de 14 canonges agustinians adscrits a sant Joan Baptista, seguint un corrent del segle xi de creació de col·legiates relacionat amb la Reforma gregoriana en llocs que fan d'eix comercial i humà i que estan experimentant un creixement i desenvolupament important. Alhora, aquest fet dona testimoni de la voluntat del comte de desenvolupar, promoure i impulsar la capital rossellonesa.
Des del 1230 era unida a la seu episcopal d'Elna: aquell any el bisbe d'Elna declara Sant Joan Baptista de Perpinyà Capella major del bisbat, i hi associa la seu episcopal al capítol de canonges de l'església de Samt Joan Baptista. Just després, el 1244, emergeix una nova parròquia perpinyanenca, la de Sant Jaume, inicialment dedicada a Sant Jaume i Sant Lluc, i al llarg del segle següent es creen les de Santa Maria la Real i Sant Mateu; amb aquestes noves parròquies, es referma el paper de Sant Joan Baptista com a capella major del bisbat i deixa veure que s'ha fet el primer pas per a la seva posterior conversió en catedral (de fet, cocatedral, ja que l'església d'Elna ha mantingut sempre el seu caràcter catedralici). El 1324, quan la ciutat de Perpinyà es convertí de fet en capital del Regne de Mallorca, el rei Sanç començà a bastir el nou edifici amb la intenció de convertir-lo en la futura seu principal de la diòcesi.

### L'edifici

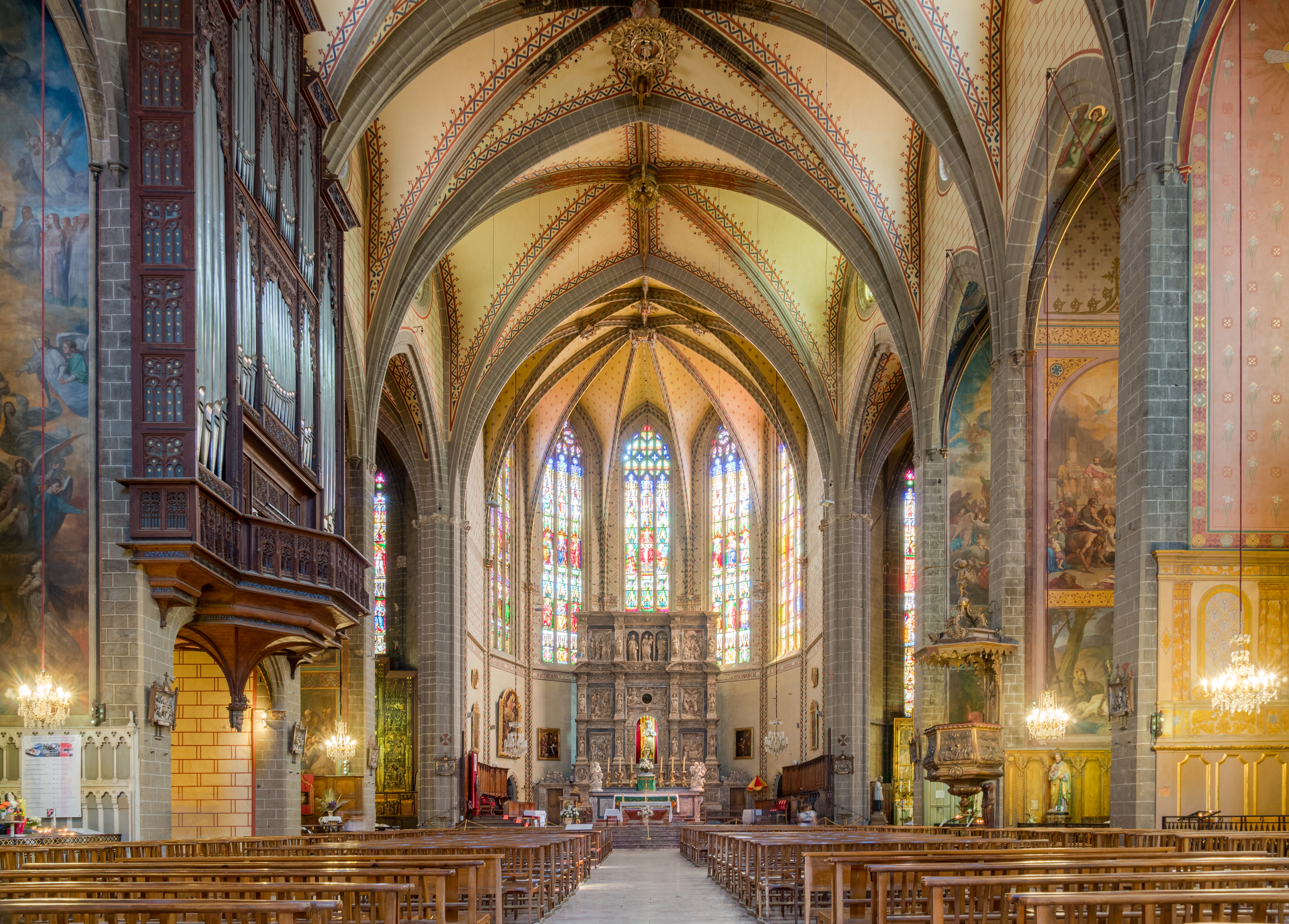
Interior de la catedral de Sant Joan, amb les pintures murals de Jacques Pauthe (1866-1874)

El pla inicial per al temple que havia de substituir la vella parròquia de Sant Joan el Vell era d'una església de tres naus, transsepte i capçalera amb tres absis, amb capelles als laterals. Les obres s'interromperen al cap de vint anys d'haver començat, sense haver enllestit més que l'absidiola sud de la capçalera. La fi del regne, el 1344, i la pesta negra n'aturaren la construcció. Fins a l'episcopat de Jerónimo de Ocón, al començament del segle xv, no es va reprendre. El mestre d'obres va ser llavors el mallorquí Guillem Sagrera, el 1416, que hi continuà fins que tornà a Mallorca el 1422.
El 1436, Galceran Albert, nou bisbe, canvià el projecte de Sagrera: la construcció es reduiria a una sola nau, de 18 m d'ample i 26 d'alt, amb capelles laterals entre els contraforts. Així s'abaratien els costos i es reduïa el temps de construcció. En aquests obres l'antiga capella independent de Sant Benet fou englobada entre les capelles de la part meridional de l'església.
Les voltes es cobriren entre 1490 i 1493, i la primera missa s'hi celebrà el 1504. Fou formalment consagrada el 16 de maig del 1509.

## Descripció

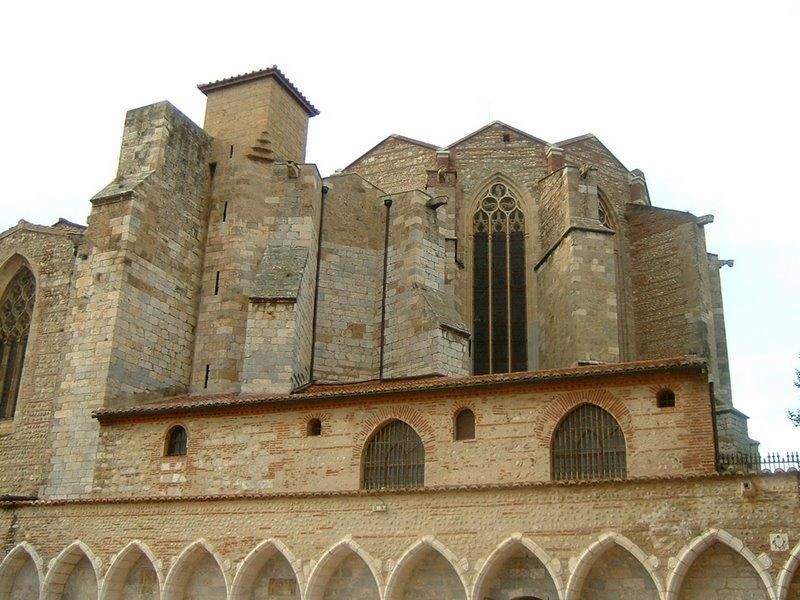
Vista de la capçalera des del Claustre dit Campo Santo

La catedral és d'estil gòtic meridional: nau única de gran amplitud (80 metres de llarg, 18 d'ample, 26 d'alçada), amb set voltes de creueria, un transsepte curt i absis cobert per una volta de set panys.
La façana occidental no ha estat mai acabada. A les restauracions dels segles XIX i XX, la finestra gòtica de la façana va ser reconstruïda, ja que prèviament havia estat substituïda per una obertura rectangular. La porxada i la torre del rellotge daten del segle xviii.
El mobiliari és ric. Entre les peces conservades cal destacar: 
- el retaule de l'altar major (s. XVI-XIX)
- l'orgue (amb parts del 1504: les portes pintades i la decoració són de llavors)
- els vitralls neogòtics (segona meitat del XIX)
- el Sant Crist del s. XIV, a la Capella del Sant Crist.

## Les altres construccions religioses del complex catedralici de Perpinyà
L'església de Sant Joan Baptista té en els seus entorns, totes elles formant part del mateix complex arquitectònic, tota una sèrie de construccions, cadascuna amb les seves característiques pròpies i, per tant, tractades a part, formada per la capella romànica de Santa Maria dels Còrrecs, que conté el sepulcre reial de Sanç I el Pacífic, rei de Mallorca i comte de Rosselló i Cerdanya, l'església parroquial anterior a la catedral actual, Sant Joan el Vell, el Campo Santo, antic claustre funerari, la capella d'aquest claustre funerari, Sant Joan Evangelista i la capella annexa de l'exterior de la catedral del Devot Crist.